# Ixodes luxuriosus
Ixodes luxuriosus este o specie de căpușe din genul Ixodes, familia Ixodidae, descrisă de Schulze în anul 1932. Conform Catalogue of Life specia Ixodes luxuriosus nu are subspecii cunoscute.